# Mohamed Moustafa Mero
Mohamed Moustafa Mero (arabisch محمد مصطفى ميرو, DMG Muḥammad Muṣṭafā Mīrū; * 1941 in at-Tall, Rif Dimaschq, Syrische Republik; † 22. Dezember 2020) war Ministerpräsident der Republik Syrien, der sein Amt vom 13. März 2000 bis zum 10. September 2003 ausübte.
Der Muslim erhielt seinen Universitätsabschluss in Arabischer Literatur und Humanitären Wissenschaften an der Universität Damaskus. Er trat in die Baath-Partei und ihre Nationale Fortschrittsfront ein wurde kurz nach dem Tod des langjährigen Staatspräsidenten Hafiz al-Assad zum Ministerpräsidenten nominiert und ernannt, um die Korruption zu bekämpfen und um wichtige wirtschaftliche Reformen einzuleiten. Er blieb Ministerpräsident unter der Präsidentschaft von Baschar al-Assad, trat allerdings bald wieder zurück. Unter seiner Regierung wurde auch die Beziehung zum Nachbarland und langjährigen Rivalen Türkei verbessert.